# Flughafen Lüderitz

i7
i11
i13
Der Lüderitz Airport (deutsch Flughafen Lüderitz, IATA-Code: LUD, ICAO-Code: FYLZ) ist der Flughafen der namibischen Hafenstadt Lüderitz und liegt am östlichen Stadtrand, unweit der Geisterstadt Kolmanskuppe.
Im Juli 2023 wurde der Neubau eines Terminals bestätigt. Im Juli 2024 teilte die Stadtverwaltung mit, dass man sich im fortgeschrittenen Stadium zur Verlegung und Neubau eines internationalen Flughafens befinde.

## Fluggesellschaften und Verbindungen
Es bestanden bis 27. September 2010 Linienflugverbindungen von Air Namibia zum Flughafen Oranjemund, Flughafen Walvis Bay, Flughafen Eros und Flughafen Kapstadt. Ab diesem Datum wurde der Flughafen nicht mehr im Linienverkehr bedient. Am 25. Oktober 2010 nahm Bay Air Aviation erneut im Linienflugverkehr die Verbindung nach Walvis Bay auf, stellte diesen aber wenig später wieder ein. Seit Anfang der 2010er Jahre verband Air Namibia direkt bzw. via Flughafen Oranjemund Lüderitz mit Windhoek. Mit Einstellung des Flugbetriebs von Air Namibia im Februar 2021 wird Lüderitz nicht mehr im Linienflugbetrieb bedient. Es besteht derzeit (Stand März 2025) eine werktägliche Verbindung mit dem Flughafen Eros, durchgeführt von FlyNamibia.

## Statistiken
|                | 2008 | 2009   | 2010   | 2011   | 2012   | 2013   | 2014   | 2015   | 2016   | 2017   | 2018   | 2019   | 2020   | 2021   | 2022   | 2023     |
| -------------- | ---- | ------ | ------ | ------ | ------ | ------ | ------ | ------ | ------ | ------ | ------ | ------ | ------ | ------ | ------ | -------- |
| Flugbewegungen | 3222 | 2342 ▼ | 1827 ▼ | 1269 ▼ | 1614 ▲ | 1622 ▲ | 1366 ▼ | 1183 ▼ | 1226 ▲ | 1251 ▲ | 1398 ▲ | 1281 ▼ | 582 ▼  | 1321 ▲ | 1361 ▲ | 2129 ▲   |
| Passagiere     | 9538 | 7207 ▼ | 5360 ▼ | 3333 ▼ | 6234 ▲ | 5476 ▼ | 4971 ▼ | 5100 ▲ | 5202 ▲ | 6459 ▲ | 5646 ▼ | 5103 ▼ | 1412 ▼ | 1404 ▼ | 2976 ▲ | 17.594 ▲ |

Quelle: Airport Statistics. Namibia Airports Company, Februar 2024.

## Galerie

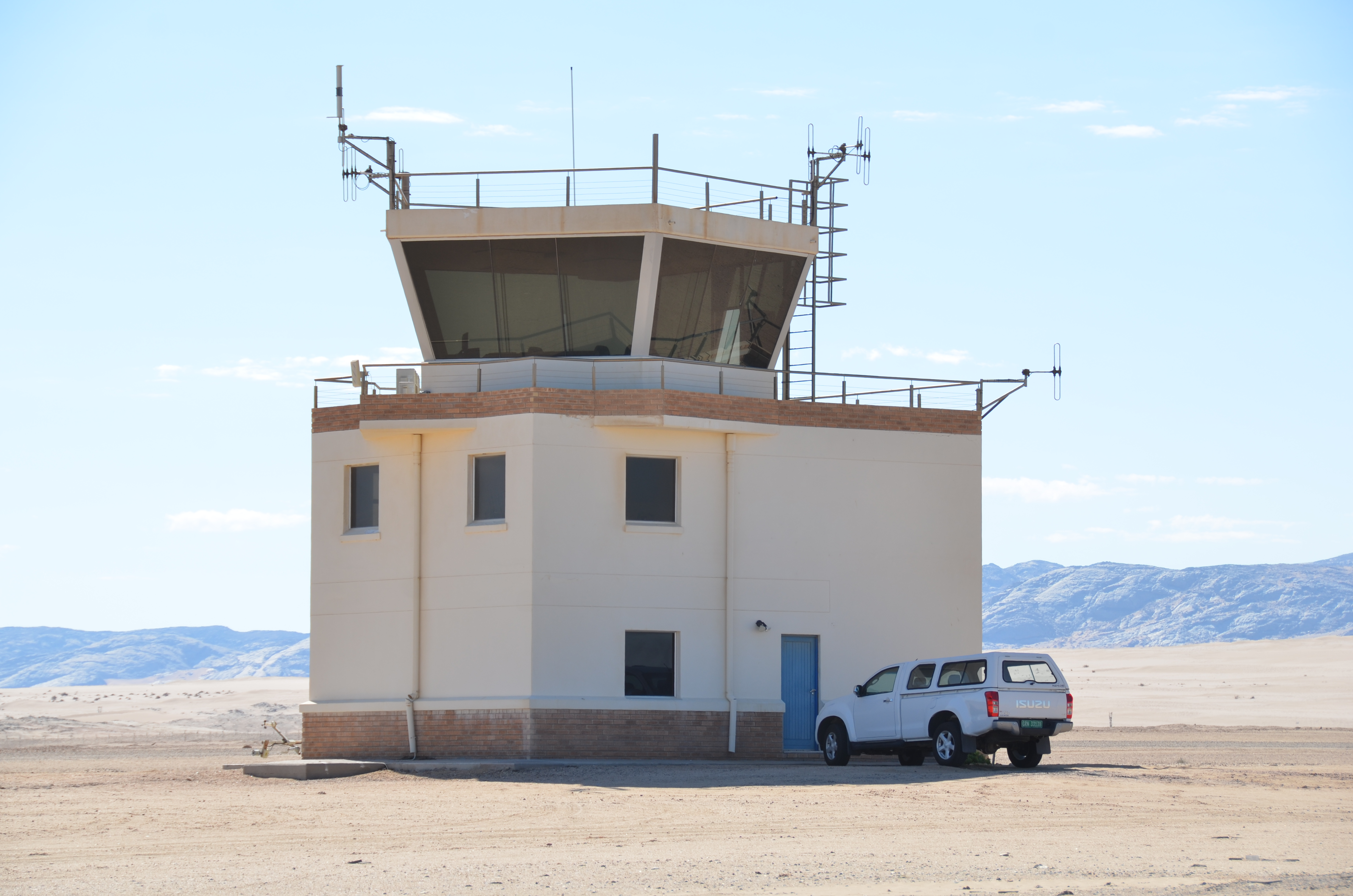
Kontrollturm
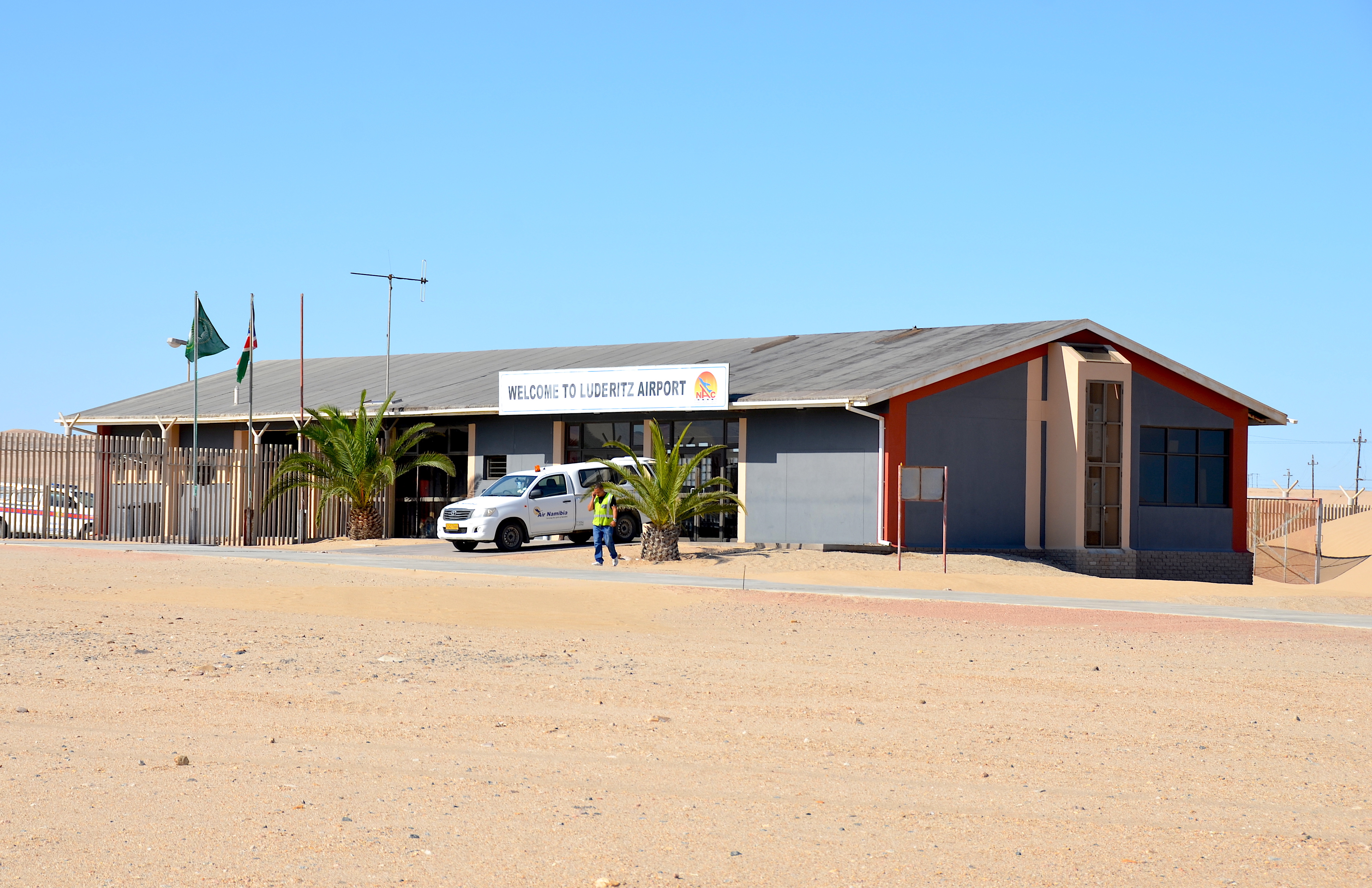
Flughafen-Gebäude Lüderitz (2017)
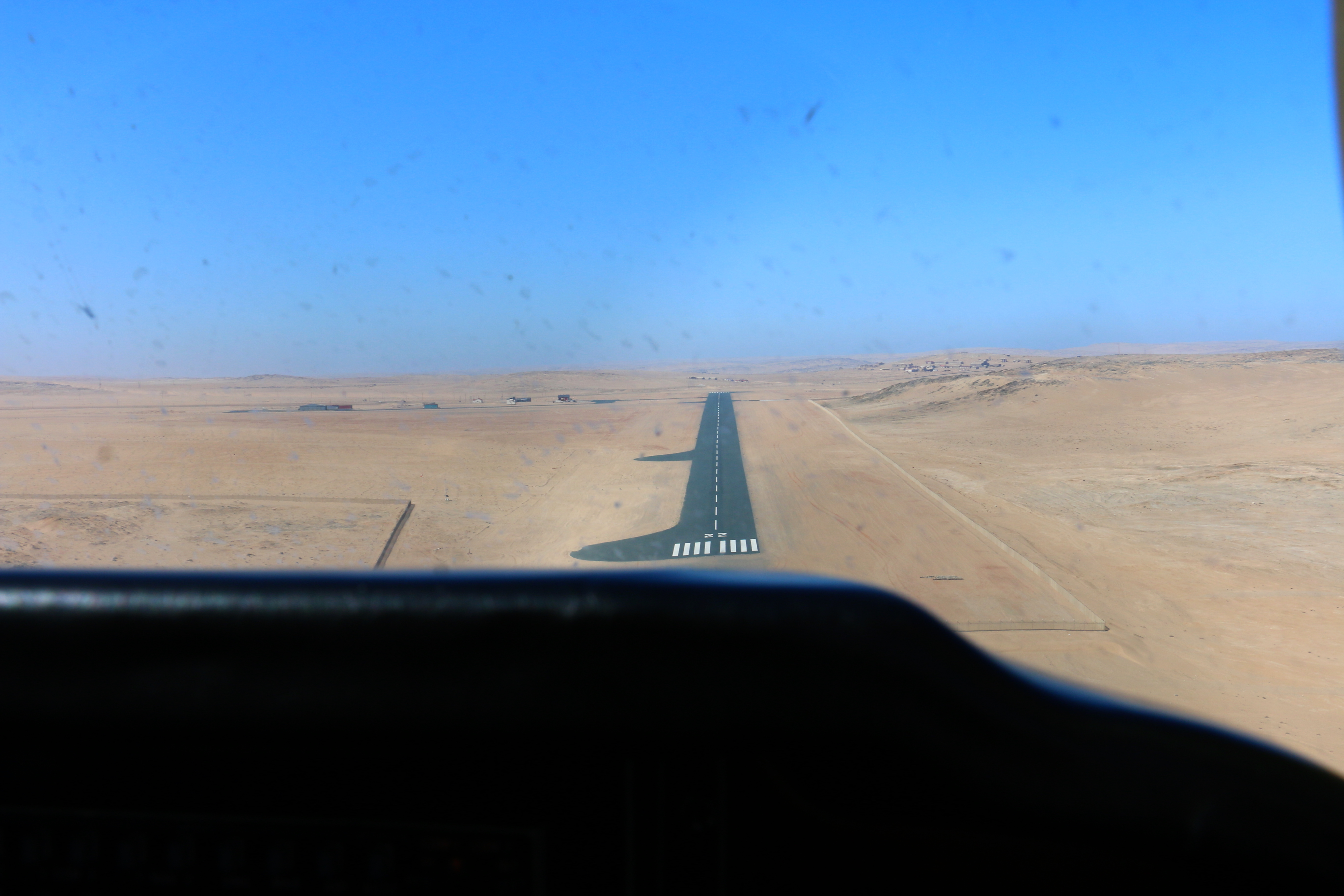
Anflug Lüderitz Runway 22